# 1. Liga (Polen) 2003/04
Die 1. Liga 2003/04 war die 70. Spielzeit der höchsten polnischen Fußball-Spielklasse der Herren seit ihrer Gründung im Jahre 1927. Die Saison begann am 8. August 2003 und endete am 11. Juni 2004 und es nahmen insgesamt 14 Vereine an der Saison 2003/04 teil. Die Anzahl der Mannschaften wurde in dieser Saison von 16 auf 14 Mannschaften verringert.
Titelverteidiger war Wisła Krakau, das auch in diesem Jahr den Titel gewinnen konnte. Aufsteiger aus der zweiten polnischen Liga waren Świt Nowy Dwór Mazowiecki, Górnik Łęczna und Górnik Polkowice.

## Teilnehmer
An der 1. Liga 2003/04 nahmen folgende 14 Mannschaften teil:
| - Amica Wronki - GKS Katowice - Górnik Łęczna (Aufsteiger) - Górnik Polkowice (Aufsteiger) - Górnik Zabrze - Dyskobolia Grodzisk - Lech Posen - Legia Warschau - Odra Wodzisław Śląski - Polonia Warschau - Świt Nowy Dwór Mazowiecki (Aufsteiger) - Widzew Łódź - Wisła Krakau (Meister und Pokalsieger 2003/04) - Wisła Płock |

## Abschlusstabelle
| Pl. | Verein                        | Sp. | S  | U | N  | Tore    | Diff. | Punkte |
| --- | ----------------------------- | --- | -- | - | -- | ------- | ----- | ------ |
| 1.  | Wisła Krakau (M), (P)         | 26  | 21 | 2 | 3  | 073:300 | +43   | 65     |
| 2.  | Legia Warschau                | 26  | 18 | 6 | 2  | 056:190 | +37   | 60     |
| 3.  | Amica Wronki                  | 26  | 14 | 6 | 6  | 047:250 | +22   | 48     |
| 4.  | Dyskobolia Grodzisk           | 26  | 13 | 7 | 6  | 059:310 | +28   | 46     |
| 5.  | Wisła Płock                   | 26  | 10 | 8 | 8  | 041:390 | +2    | 38     |
| 6.  | Lech Posen                    | 26  | 10 | 7 | 9  | 043:340 | +9    | 37     |
| 7.  | Górnik Zabrze                 | 26  | 8  | 9 | 9  | 026:330 | −7    | 33     |
| 8.  | Górnik Łęczna (N)             | 26  | 10 | 3 | 13 | 022:380 | −16   | 33     |
| 9.  | Odra Wodzisław Śląski         | 26  | 8  | 4 | 14 | 027:400 | −13   | 28     |
| 10. | GKS Katowice                  | 26  | 6  | 8 | 12 | 020:420 | −22   | 26     |
| 11. | Polonia Warschau              | 26  | 6  | 7 | 13 | 025:400 | −15   | 25     |
| 12. | Górnik Polkowice (N)          | 26  | 6  | 5 | 15 | 017:370 | −20   | 23     |
| 13. | Świt Nowy Dwór Mazowiecki (N) | 26  | 5  | 7 | 14 | 021:420 | −21   | 22     |
| 14. | Widzew Łódź                   | 26  | 4  | 7 | 15 | 025:520 | −27   | 19     |

| (M) | Polnischer Meister 2002/03    |
| (P) | Pokal-Sieger 2002/03          |
| (N) | Aufsteiger der Saison 2002/03 |

## Kreuztabelle
| 1. Liga 2003/04                  |     | KP Legia Warschau | Amica Wronki | Dyskobolia Grodzisk Wielkopolski | Wisła Płock | Lech Posen | Górnik Zabrze | Górnik Łęczna | Odra Wodzisław Śląski | GKS Katowice | Polonia Warschau | KS Polkowice | Świt Nowy Dwór Mazowiecki | Widzew Łódź |
| -------------------------------- | --- | ----------------- | ------------ | -------------------------------- | ----------- | ---------- | ------------- | ------------- | --------------------- | ------------ | ---------------- | ------------ | ------------------------- | ----------- |
| Wisła Krakau                     |     | 1:0               | 2:1          | 3:2                              | 3:1         | 4:2        | 2:0           | 4:0           | 2:1                   | 5:0          | 4:1              | 2:1          | 4:0                       | 3:1         |
| Legia Warschau                   | 4:1 |                   | 3:1          | 1:1                              | 2:0         | 2:1        | 2:0           | 0:0           | 2:1                   | 1:0          | 7:2              | 3:0          | 3:1                       | 6:0         |
| Amica Wronki                     | 2:0 | 0:1               |              | 1:0                              | 3:2         | 1:0        | 2:0           | 3:2           | 2:1                   | 4:0          | 2:0              | 3:0          | 2:2                       | 6:0         |
| Dyskobolia Grodzisk Wielkopolski | 1:6 | 2:2               | 1:1          |                                  | 2:2         | 2:4        | 0:0           | 4:0           | 4:0                   | 6:0          | 2:2              | 4:1          | 3:1                       | 2:0         |
| Wisła Płock                      | 4:4 | 2:1               | 3:1          | 0:1                              |             | 4:4        | 2:1           | 0:0           | 2:0                   | 1:1          | 0:0              | 3:0          | 2:0                       | 3:1         |
| Lech Posen                       | 2:2 | 0:1               | 0:0          | 1:3                              | 4:1         |            | 1:2           | 5:1           | 2:0                   | 1:2          | 1:0              | 1:0          | 5:1                       | 1:1         |
| Górnik Zabrze                    | 0:4 | 2:2               | 1:2          | 2:2                              | 1:1         | 0:0        |               | 0:1           | 3:1                   | 1:1          | 1:0              | 1:0          | 1:0                       | 3:3         |
| Górnik Łęczna                    | 0:1 | 0:3               | 1:0          | 1:0                              | 3:1         | 1:2        | 0:2           |               | 0:1                   | 4:1          | 2:1              | 1:0          | 1:0                       | 2:1         |
| Odra Wodzisław Śląski            | 3:2 | 1:1               | 2:2          | 0:2                              | 1:2         | 2:0        | 1:2           | 2:0           |                       | 1:0          | 1:0              | 0:1          | 2:2                       | 1:0         |
| GKS Katowice                     | 0:2 | 2:4               | 0:0          | 0:4                              | 2:0         | 1:2        | 0:0           | 1:1           | 2:0                   |              | 1:1              | 1:0          | 0:0                       | 2:0         |
| Polonia Warschau                 | 2:5 | 0:1               | 1:5          | 3:1                              | 0:0         | 1:1        | 2:0           | 3:0           | 1:0                   | 1:0          |                  | 0:1          | 1:0                       | 1:1         |
| KS Polkowice                     | 0:2 | 0:0               | 1:0          | 0:3                              | 1:2         | 0:2        | 3:1           | 2:0           | 3:3                   | 0:0          | 0:0              |              | 1:0                       | 2:3         |
| Świt Nowy Dwór Mazowiecki        | 1:2 | 1:3               | 0:1          | 0:4                              | 1:2         | 1:0        | 0:0           | 1:0           | 3:1                   | 2:1          | 2:1              | 0:0          |                           | 0:0         |
| Widzew Łódź                      | 1:3 | 0:1               | 2:2          | 0:3                              | 2:1         | 1:1        | 1:2           | 0:1           | 0:1                   | 1:2          | 2:1              | 2:0          | 2:2                       |             |

### Relegation
Die beiden Relegationsspiele zwischen dem Zwölften der 1. Liga und dem Dritten der 2. Liga wurden am 19. Juni 2004 und am 26. Juni 2004 ausgetragen.
| Datum                                                                 |                  | Ergebnis  |                  | Tore                                                                   |
| --------------------------------------------------------------------- | ---------------- | --------- | ---------------- | ---------------------------------------------------------------------- |
| 19. Juni 2004                                                         | KS Cracovia      | 4:0 (2:0) | Górnik Polkowice | 0:1, 0:2 Giza (6., 22.), 0:3 Skrzyński (57.), 0:4 Piotr Bania (79.)    |
| 26. Juni 2004                                                         | Górnik Polkowice | 0:4 (0:1) | KS Cracovia      | 0:1 Bojarski (32.), 0:2, 0:4 Przytuła (51., 89.), 0:3 Szczoczarz (69.) |
| Gesamt:                                                               | KS Cracovia      | 8:0       | Górnik Polkowice |                                                                        |
| Damit stieg Górnik Polkowice in die 2. Liga ab, KS Cracovia stieg auf |                  |           |                  |                                                                        |

## Torschützenliste
| Pl.  | Name               | Team                               | Tore |
| ---- | ------------------ | ---------------------------------- | ---- |
| 01.  | Maciej Żurawski    | Wisła Krakau                       | 20   |
| 02.  | Ireneusz Jeleń     | Wisła Płock                        | 18   |
| 03.  | Marek Saganowski   | Legia Warschau                     | 17   |
| 04.  | Piotr Włodarczyk   | Widzew Łódź, Legia Warschau        | 16   |
| 05.  | Tomasz Frankowski  | Wisła Krakau                       | 15   |
| 06.  | Piotr Reiss        | Lech Posen                         | 13   |
| 07.  | Paweł Kryszałowicz | Amica Wronki                       | 11   |
| 08.  | Grzegorz Rasiak    | Dyskobolia Grodzisk                | 10   |
| 08.  | Adrian Sikora      | Górnik Zabrze, Dyskobolia Grodzisk | 10   |
| 010. | Stanko Svitlica    | Legia Warschau                     | 9    |